# Langue des Signes de Belgique francophone
Die Langue des Signes de Belgique francophone (LSFB, Französisch-Belgische Gebärdensprache) ist die Gebärdensprache der Französischsprachigen Gemeinschaft Gehörloser Belgiens. Sie und die Flämische Gebärdensprache sind verwandt, werden heute aber allgemein als verschiedene Sprachen angesehen. Deshalb gehört sie zu den Französischen Gebärdensprachen.
Der Föderalisierungsprozess 1977 bzw. 1993 in Belgien entlang ethnischer Grenzen wie Flamen oder Wallonen ist ein weiterer Aspekt, der die Gebärdensprache beeinflusst. Heute gehört jeder Belgier einer bestimmten Sprachgruppe an, und das Gleiche gilt für Gehörlose. Kulturelle Aktivitäten werden seitdem getrennt organisiert und die flämischen und wallonischen Gehörlosenvereine werden aus unterschiedlichen Quellen subventioniert. Kontakte zwischen flämischen und wallonischen Gehörlosen werden immer seltener. Dies wirkt sich auf die Entwicklung der Gebärdensprachen in beiden Gemeinschaften aus, die im Zuge getrennter Standardisierungsprozesse immer weiter auseinandergehen. Daher hat sich der Name der Gebärdensprache im Laufe der Zeit geändert. Aus Belgische Gebärdensprache wurde Flämisch-Belgische Gebärdensprache, woraus sich später auf flämischer Seite die heute bevorzugte Flämische Gebärdensprache entwickelte. Auf wallonischer Seite wurde aus Französisch-Belgische Gebärdensprache die „Wallonische Gebärdensprache“.
Mit Dekret vom 22. Oktober 2003 erkannte das Parlament der Französischen Gemeinschaft die Gebärdensprache des französischsprachigen Belgiens an.